# Scriptio continua
Scriptio continua (en català 'escriptura contínua') és un tipus d'escriptura sense pauses sintàctiques ni mètriques, o siga, que no separa les diverses paraules mitjançant l'ús dels espais en blanc, no utilitza els signes de puntuació, ni tampoc diferencia entre majúscules i minúscules.
A Occident es va utilitzar majoritàriament en la redacció d'escrits a l'Època Antiga tardana, sobretot a partir del segle iii, per influència de l'escola grega i durant tota l'Alta Edat mitjana. Aquest tipus d'escriptura dificultava la lectura dels textos, sobretot en veu baixa, ja que requeria una reflexió molt més gran per a poder desgranar el que tractava de comunicar l'escrit. Entre els segles VII i XII es va anar popularitzant per les diverses zones europees la introducció dels espais i la diferenciació entre majúscules i minúscules, abandonant-se progressivament l'ús de la scriptio continua. Diversos motius, a més de la major facilitat en la lectura, van promoure aquest fet, entre ells:
- La proliferació de l'ús del paper, en lloc del pergamí o el papir que eren molt més cars, va ajudar a fer que no es tractara d'utilitzar al màxim tot l'espai disponible.
- La influència de l'àrab, que sí que utilitzava els espais, en els escribes cristians.
- La traducció de les obres llatines i gregues clàssiques, que van vindre també per mitjà de l'àrab.

Algunes llengües asiàtiques com el tailandès, el balinès… encara segueixen utilitzant avui en dia aquest model d'escriptura.